# Bogádmindszent
Bogádmindszent é um município da Hungria, situado no condado de Baranya. Tem 11,58 km² de área e sua população em 2019 foi estimada em 414 habitantes.